# Hans-Dietrich Winkhaus
Hans-Dietrich Winkhaus (* 16. Juli 1937 in Münster, Westfalen) ist ein deutscher Manager. Winkhaus war von 1992 bis 2000 Vorstandsvorsitzender des Henkel-Konzerns.

## Leben
Nach seinem Abitur absolvierte Winkhaus eine Lehre bei der Deutschen Bank und studierte anschließend Betriebswirtschaftslehre in München, Münster und Lausanne. Ab 1964 war er für drei Jahre Assistent am Institut für Bankbetriebslehre an der Universität München, wo er 1966 promoviert wurde.
Winkhaus ist verheiratet und hat zwei Söhne.

## Karriere
Von 1967 bis 2000 arbeitete Winkhaus für den Henkel-Konzern. Hier war er zunächst in verschiedenen Funktionen im Finanzbereich tätig und wurde 1984 zum stellvertretenden Generaldirektor der Henkel France S.A. berufen. Im Folgejahr übernahm er die Leitung des Unternehmensbereichs Wasch- und Reinigungsmittel; schließlich hatte er von 1992 bis Mai 2000 den Vorsitz des Konzernvorstands inne. Von 2000 bis 2008 war er Mitglied des Gesellschafterausschusses.

### Aufsichtsratstätigkeiten
1998 übernahm Winkhaus eine zehnjährige Mitgliedschaft im Aufsichtsrats der Lufthansa AG. Ab dem Jahr 2000 führte er den Vorsitz im Aufsichtsrat der Schwarz Pharma AG. Von 1999 bis 2008 war Winkhaus zudem stellvertretender Aufsichtsratsvorsitzender der BMW AG sowie von 2000 bis 2003 Vorsitzender des Aufsichtsrats der Deutschen Telekom AG. Außerdem war Winkhaus Aufsichtsratsmitglied bei Degussa.

### Verbandstätigkeiten
Winkhaus war von 1997 bis 1999 Präsident des Verbands der Chemischen Industrie. Des Weiteren hatte er die Rolle als Vizepräsident des Bundesverbands der Deutschen Industrie inne. Von 2000 bis 2007 war Winkhaus Präsident des Instituts der deutschen Wirtschaft Köln.

## Weitere Tätigkeiten
Von 2013 bis 2017 war Winkhaus Präsident des Verwaltungsrats von CARE Deutschland und ist weiterhin als Kuratoriumsmitglied für die Hilfsorganisation tätig.